# Dunlendinos
Los dunlendinos son un pueblo de hombres ficticio que pertenece al legendarium creado por el escritor británico J. R. R. Tolkien, que en la Tercera Edad habitaba los valles de las Montañas Blancas, las Tierras Brunas e Isengard. Tuvieron activa participación a favor de Saruman en la Guerra del Anillo, motivo por el que se les conoció como isengardos. Los dunlendinos eran altos y algo cetrinos, y tenían el cabello oscuro.

## Origen e historia

### La Primera Edad
No se sabe a ciencia cierta de donde provenían los dunlendinos. Claro está que nacieron junto a las otras razas en Hildórien pero su derrotero posterior, hasta llegar al oeste de la Tierra Media, no se conoce. Es probable que se trate de un pueblo emparentado con la Casa de Haleth que cruzó el Anduin y se asentó en los valles de las Montañas Blancas, ocupó Minhiriath y Enedwaith y parte de lo que después sería el territorio de Bree mientras el resto seguía su rumbo a Beleriand. En esos lugares se habría mezclado con los hombres provenientes de las otras casas, formando lo que Tolkien llama hombres medios.

### La Segunda Edad
La vida seminómada de este pueblo se encontró con un obstáculo donde vivían, en especial en los bosques del curso del Agua Gris y del Isen: los númenóreanos. Estos iniciaron en el reinado de Tar-Aldarion la tala indiscriminada de estos bosques, sin preocuparse por la población autóctona. Los antecesores de los dunlendinos, viendo perdidos sus bosques, pronto sintieron odio hacía Númenor, combatiendo y destruyendo sus guarniciones, convirtiéndose en enemigos acérrimos de los dúnedain. Claro está que los númenóreanos pronto los expulsaron de sus tierras y los obligaron a trasladarse a las Tierras Brunas al ocupar todo Minhiriath, hasta el Glanduin. A partir de ese momento no sintieron simpatía alguna por los descendientes de los Hombres de Númenor.

### La Tercera Edad
Esta edad los encontró viviendo en las Tierras Brunas y en los valles norteños de las Montañas Blancas. Se habían convertido en un pueblo de agricultores y pastores de ovejas y estaban bajo la égida del reino de Gondor, que los conocían como los Gwathuirim. Aunque con esto la influencia cultural gondoreana nunca los alcanzaba, así fue que conservaron su lengua, que tenía fuertes influencias halethianas.
A pesar de la fuerte animosidad contra los dúnedain, que perduraba todavía, no eran un pueblo hostil con los visitantes, tanto que durante algunos siglos convivieron con los hobbits de la Rama de los Fuertes cuando estos cruzaron el Paso de Rohan hacia el oeste.
La peste de 1636 no les afectó demasiado, quizás por su poco contacto con otros pueblos, pero sí afectó y mucho a Gondor, que vio despoblado gran parte de su territorio de Calenardhon, por lo que los dunlendinos comenzaron una lenta migración para ocupar ese territorio, cruzando el río Isen y mezclándose con los escasos habitantes. El nuevo territorio ofrecía mejores ventajas para la vida, eran tierras más fértiles y con muchos pastos para los animales.
Cuando el poder de Gondor decayó en la época del gobierno de los Senescales, dejaron de prestarle atención a muchos de sus territorios y en especial a Calenardhon, permitiendo que fuera controlado por reyezuelos o «capitanes hereditarios locales, cuyos súbditos eran de sangre cada vez más mezclada. Pues los dunlendinos cruzaban el Isen de continuo y sin trabas».
Esto no supuso, en aquel momento, problema alguno; pero cuando en 2510 TE todo Calenardhon fue cedido a los rohirrim tras la Batalla de los Campos de Celebrant, los recién llegados se enfrentaron a los dunlendinos. Los primeros comenzaron expulsando a los segundos de las tierras del este del Isen y los persiguieron aún en sus moradas del norte de las Montañas Blancas. Esto dio lugar a la dispersión de tribus de dunlendinos por varias regiones del norte de la Tierra Media (por ejemplo, Bree). Los rohirrim los llamaban «montañeses y pastores salvajes» y éstos a su vez «cabezas de paja» por sus rubios cabellos. Esta enemistad fue bien aprovechada tiempo después por Saruman, que acogió a los dunlendinos en Isengard y les dio apoyo y entrenamiento.
En 2758 TE, Wulf hijo de Freca vengó la muerte de su padre aliándose con los Corsarios de Umbar, que asolaban las costas gondoreanas y juntos condujeron una invasión al reino de Rohan, llegando a ocupar todo el territorio incluido Edoras, refugiándose los rohirrim en el Abismo de Helm. La ocupación no duró mucho tiempo, pues el Terrible Invierno de 2759 los obligó a capitular ante el hijo de la hermana de Helm Manomartillo, Fréaláf. Durante el reinado de Folcwine, los rohirrim se tomaron revancha y reconquistaron sus fronteras entre el Isen y el Adorn expulsando de allí a los dunlendinos que buscaron refugio con Saruman, que había fortificado Isengard.
Durante la Guerra del Anillo lucharon junto a los orcos de Saruman, primero en las Batallas de los Vados del Isen y luego en la Batalla del Abismo de Helm, resultando derrotados en esta última. Aparentemente las relaciones entre ambos pueblos mejoraron durante el reinado de Elessar en la Cuarta Edad del Sol debido a la nueva diplomacia de Gondor y del rey Éomer, siendo los propios descendientes de Wulf los que aceptaron la paz a cambio de poder establecerse en Rohan y un tributo mensual de ganado.
Sin embargo a inicios de la Cuarta Edad muchos de ellos emigraron al norte, para reunirse con sus parientes, como ya habían hecho con anterioridad.